# Polskie Towarzystwo Ewangelickie
Polskie Towarzystwo Ewangelickie (PTEw, dawniej PTE) − ogólnopolskie stowarzyszenie społeczno-kulturalne działające w środowisku Kościołów ewangelickich w Polsce. Powstało na bazie lokalnego stowarzyszenia, które założono pod tą nazwą w Poznaniu w 1919 r., gdzie przy ul. Kossaka 9 od 1928 r. ma swoją kamienicę, zarazem do 2004 r. siedzibę parafii ewangelicko-augsburskiej. W 1983 r. nastąpiło rozszerzenie działalności towarzystwa na cały kraj, natomiast Zarząd Główny mieścił się aż do 1998 r. w Poznaniu, a później w Katowicach. 
PTEw działa poprzez oddziały regionalne: Bielsko-Biała, Cieszyn, Jaworze, Katowice, Kraków, Łódź, Poznań, Sopot, Ustroń i Warszawa. Pracę oddziałów koordynuje Zarząd Główny, którego siedziba mieści się w Katowicach. PTEw jest wydawcą od 1989 r. czasopisma "Słowo i Myśl", natomiast poszczególne oddziały prowadzą swą działalność poprzez imprezy muzyczne, odczytowe, sesje popularnonaukowe, działania społeczne, polityczne oraz aktywność wydawniczą. W szczególności Oddział w Cieszynie wydał kilkanaście pozycji książkowych, w tym reprintów, ważnych dla tożsamości polskiego ewangelicyzmu, również Zarząd Główny wydał kilka znaczących pozycji. Organizowane lub współorganizowane przez PTEw są sesje popularnonaukowe, poświęcone głównie tematom historycznym i kulturalnym. 
Największym przedsięwzięciem PTEw było zorganizowanie dwóch Światowych Zjazdów Polaków Ewangelików, które odbyły się w Warszawie w latach 1994 i 1996. Ponadto PTEw było współorganizatorem niektórych zjazdów z cyklu Forum Ewangelickie. W 2024 r. zorganizowało pierwszą edycję ogólnopolskiego konkursu fotograficznego "Ewangelicyzm w obiektywie".
Sporadycznie organizowane są duże, ogólnopolskie zjazdy PTEw połączone z obchodami rocznicowymi, np. w 2004 r. z okazji 85-lecia PTEw taki zjazd odbył się w Poznaniu, tam również odbyły się zjazdy z okazji 90-lecia PTEw w 2009 r. oraz z okazji 100-lecia w 2019 r.
Zarząd Główny PTEw (wybrany w 2023 r.):
- prezes: dr Michał Jadwiszczok,
- wiceprezes: Józef Król,
- sekretarz: dr Zbigniew Gruszka,
- skarbnik: Halina Czaderna,
- członkowie: Anna Drath, Łukasz Sitek, dr hab. Jan Szturc.

Prezesi PTEw (po 1983 roku)S
- 1983-1991 – Bernard Rozwałka (Poznań),
- 1991-1999 – dr Zofia Wojciechowska (Łódź),
- 1999-2002 – prof. dr hab. Bogdan Zeler (Katowice),
- 2003-2023 – Józef Król (Jaworze k. Bielska-Białej),
- od 2023 – dr Michał Jadwiszczok (Poznań).

Honorowi członkowie PTEw: prof. Ewa Chojecka, Ryszard Gabryś, Józef Król, Maria Miarka, prof. Henryk Panusz, Stanisława Ruczko, Emilia Sosna, prof. Tadeusz Stegner, Janina Szeruda-Goszyk.
Nieżyjący honorowi członkowie PTEw: ks. Ryszard Janik, prof. Karol Karski, Irena Kolano, Erwin Kruk, ks. bp. Janusz Narzyński, Michał Pilch, Marta Rożańska, Bernard Rozwałka, Władysław Sosna, ks. bp Jan Szarek, Maria Wegert, dr Zofia Wojciechowska.